# Joseph E. Brennan
Joseph Edward Brennan, född 2 november 1934 i Portland, Maine, död 6 april 2024 i Portland, Maine, var en amerikansk demokratisk politiker. Han var Maines guvernör 1979–1987 och ledamot av USA:s representanthus 1987–1991.
Brennan utexaminerades 1958 från Boston College och avlade 1963 juristexamen vid University of Maine. Mellan 1975 och 1977 tjänstgjorde han som delstatens justitieminister.
Brennan efterträdde 1979 James B. Longley som guvernör och efterträddes 1987 av Jock McKernan.
Efter tiden som guvernör valdes Brennan två gånger till USA:s representanthus. År 1996 kandiderade han utan framgång till USA:s senat.